# Arcidiocesi di Paraná
L'arcidiocesi di Paraná (in latino Archidioecesis Paranensis) è una sede metropolitana della Chiesa cattolica in Argentina. Nel 2023 contava 557.500 battezzati su 655.800 abitanti. È retta dall'arcivescovo Raúl Martín.

## Territorio
L'arcidiocesi comprende 6 dipartimenti della provincia di Entre Ríos: Diamante, San José de Feliciano, La Paz, Nogoyá, Paraná e Villaguay, nonché parte del dipartimento di Federal.
Sede arcivescovile è la città di Paraná, dove si trova la cattedrale di Nostra Signora del Rosario. A Nogoyá sorge la basilica minore di Nostra Signora del Carmelo.
Il territorio si estende su 30.348 km² ed è suddiviso in 52 parrocchie.

### Provincia ecclesiastica
La provincia ecclesiastica di Paraná, istituita nel 1934, comprende due suffraganee:
- diocesi di Concordia,
- diocesi di Gualeguaychú.

## Storia
La diocesi di Paraná fu eretta il 13 giugno 1859 con la bolla Vel a primis di papa Pio IX, ricavandone il territorio dalla diocesi di Buenos Aires (oggi arcidiocesi).
Originariamente suffraganea dell'arcidiocesi di La Plata o Charcas (oggi arcidiocesi di Sucre in Bolivia), il 5 marzo 1865 entrò a far parte della provincia ecclesiastica dell'arcidiocesi di Buenos Aires.
Il 15 febbraio 1897 e il 21 gennaio 1910 cedette porzioni del suo territorio a vantaggio dell'erezione rispettivamente delle diocesi di Santa Fe (oggi arcidiocesi di Santa Fe de la Vera Cruz) e di Corrientes (oggi arcidiocesi).
Il 20 aprile 1934 è stata elevata al rango di arcidiocesi metropolitana con la bolla Nobilis Argentinae nationis di papa Pio XI.
L'11 febbraio 1957 e il 10 aprile 1961 ha ceduto altre porzioni del suo territorio a vantaggio dell'erezione rispettivamente delle diocesi di Gualeguaychú e di Concordia.
Il 18 dicembre 1984, con la lettera apostolica Multi quidem, papa Giovanni Paolo II ha confermato la Beata Maria Vergine del Rosario patrona principale dell'arcidiocesi.

## Cronotassi dei vescovi
Si omettono i periodi di sede vacante non superiori ai 2 anni o non storicamente accertati.
- Luis José Gabriel Segura y Cubas † (20 giugno 1859 - 13 ottobre 1862 deceduto)
  - Sede vacante (1862-1865)
- José María Gelabert y Crespo † (27 marzo 1865 - 23 novembre 1897 deceduto)
- Rudesindo de la Lastra y Gordillo † (8 febbraio 1898 - 3 luglio 1909 deceduto)
- Abel Juan Bazán y Bustos † (7 febbraio 1910 - 25 aprile 1926 deceduto)
- Julián Pedro Martínez † (7 luglio 1927 - 28 luglio 1934 dimesso[2])
- Zenobio Lorenzo Guilland † (18 settembre 1934 - 12 febbraio 1962 deceduto)
- Adolfo Servando Tortolo † (6 settembre 1962 - 1º aprile 1986 dimesso)
- Estanislao Esteban Karlic † (1º aprile 1986 succeduto - 29 aprile 2003 ritirato)[3]
- Mario Luis Bautista Maulión † (29 aprile 2003 - 4 novembre 2010 ritirato)
- Juan Alberto Puiggari (4 novembre 2010 - 28 maggio 2025 ritirato)
- Raúl Martín, dal 28 maggio 2025

## Statistiche
L'arcidiocesi nel 2023 su una popolazione di 655.800 persone contava 557.500 battezzati, corrispondenti all'85,0% del totale.
| anno | popolazione | popolazione | popolazione | presbiteri | presbiteri | presbiteri | presbiteri                | diaconi | religiosi | religiosi | parrocchie |
| anno | battezzati  | totale      | %           | numero     | secolari   | regolari   | battezzati per presbitero | diaconi | uomini    | donne     | parrocchie |
| ---- | ----------- | ----------- | ----------- | ---------- | ---------- | ---------- | ------------------------- | ------- | --------- | --------- | ---------- |
| 1950 | 720.000     | 826.414     | 87,1        | 177        | 105        | 72         | 4.067                     |         | 119       | 477       | 55         |
| 1965 | 367.000     | 407.458     | 90,1        | 86         | 60         | 26         | 4.267                     |         | 41        | 331       | 32         |
| 1970 | 432.000     | 480.000     | 90,0        | 93         | 63         | 30         | 4.645                     |         | 43        | 290       | 37         |
| 1976 | 350.000     | 377.775     | 92,6        | 85         | 58         | 27         | 4.117                     |         | 37        | 225       | 39         |
| 1980 | 354.000     | 382.000     | 92,7        | 74         | 54         | 20         | 4.783                     |         | 26        | 201       | 40         |
| 1990 | 426.000     | 464.137     | 91,8        | 75         | 59         | 16         | 5.680                     |         | 24        | 192       | 45         |
| 1999 | 426.150     | 502.500     | 84,8        | 110        | 93         | 17         | 3.874                     |         | 29        | 168       | 47         |
| 2000 | 426.150     | 502.500     | 84,8        | 119        | 102        | 17         | 3.581                     |         | 27        | 162       | 49         |
| 2001 | 452.250     | 502.500     | 90,0        | 122        | 107        | 15         | 3.706                     |         | 29        | 173       | 45         |
| 2002 | 452.250     | 502.500     | 90,0        | 124        | 109        | 15         | 3.647                     |         | 28        | 173       | 45         |
| 2003 | 452.250     | 502.500     | 90,0        | 128        | 103        | 25         | 3.533                     |         | 33        | 180       | 46         |
| 2004 | 452.250     | 502.500     | 90,0        | 117        | 104        | 13         | 3.865                     |         | 21        | 188       | 49         |
| 2013 | 541.000     | 602.000     | 89,9        | 137        | 126        | 11         | 3.948                     |         | 19        | 140       | 50         |
| 2016 | 521.900     | 614.000     | 85,0        | 125        | 114        | 11         | 4.175                     | 1       | 19        | 122       | 50         |
| 2019 | 536.350     | 631.000     | 85,0        | 126        | 118        | 8          | 4.256                     | 2       | 16        | 122       | 50         |
| 2021 | 547.000     | 643.000     | 85,1        | 124        | 116        | 8          | 4.411                     | 4       | 12        | 97        | 50         |
| 2023 | 557.500     | 655.800     | 85,0        | 127        | 119        | 8          | 4.389                     | 3       | 16        | 74        | 52         |